# Йопаль
Йопа́ль (исп. Yopal) — город в Колумбии. Является административным центром муниципалитета и департамента Касанаре.
Город расположен на северо-востоке страны, на расстоянии 387 км от столицы страны Боготы. Площадь города составляет 2771 км².
Основанный поселенцами в 1915 году, город является одной из самых молодых столиц округа в Колумбии, и одним из городом национального уровня с самых быстрорастущим населением.

## Топонимика
Происхождение названия «Йопаль» связано с индейским словом «yopo», которое означает «сердце». Под этим же названием известен вид деревьев, растущих в этом районе; местность, в которой расположен город, покрыта лесом из йопо («йопалем»).

## История

### Первые поселенцы
Первые упоминания об основании относятся к 1915 году, когда Элиас Гранадос построил свой дом в месте, где сейчас находится центр города Йопаль. В то время эта местность получила название «Поместье дона Элиаса» и в дальнейшем стала животноводческим центром, поскольку недалеко проходили пути погонщиков, которые приводили в соседние города стада на продажу.
В 1928 году были построены новые дома Пабло Берналя и Консепсьон Камачо, и в том же году прибыл Педро Пабло Гонсалес, который, благодаря своему предпринимательскому складу, стал пионером в основании и развитии поселения. Кроме того, сеньор Педро Пабло объединил несколько ремесленных производств. До 1930 года были построены еще четыре дома, пятый принадлежал Кампо Элиас Прьето и находился там, где сейчас стоит дом Адельфо Прьето. Ригоберто Ниньо построил шестой дом в Йопале.
В 1932 открылась первая школа, и преподавателем стал Марселино Ниньо, который получал 50 песо жалованья в месяц. В том же году в поселении появился новый жилец, Хосе Перес, который поставил свой дом там, где сейчас находится протестантская церковь.

### Йопаль — центр муниципалитета
В 1936 году Йопаль стал районным городом и его первым коррехидором (главой) был лейтенант полиции Гильермо Диас Мартинес. В 1937 году жители Йопаля начали борьбу за становление города главным районным, обосновывая это тем, что уже много лет главные экономические события, торговые сделки проводятся в Йопале, а не в городе Эль Моро, бывшем тогда районным центром.
В конце концов группа жителей Йопаля ночью украла и вывезла на муле архивы и документы алькальда (главы центрального города), в первую очередь — торговые бумаги, владение которыми давало административное преимущество Йопалю, желавшему получить новый статус. Однако гражданское население Эль Морро оказало организованное сопротивление, возглавленное алькальдом Луисом Антонио Искьердой.
Видя бесполезность своих усилий, жители Йопаля организовали судебный процесс. Он продолжался до 1942 года, когда был разрешен спор между жителями и Йопалю был присвоен статут центрального районного города.
В 1992 году район Касанаре стал муниципалитетом, а город Йопаль — его административным центром.

## Экономика
Основную экономическую активность города составляют сельское хозяйство и торговля скотом. Разведение животных, их выращивание и откорм распространены повсеместно. В сельском хозяйстве особенно популярно выращивание риса, пальм, банановых деревьев, кукурузы, кофе и маниоки.